# Minisauripus
Minisauripus es un icnotaxón correspondiente a huellas de dinosaurio.
Con base en las huellas halladas, es posible que Minisauripus corresponda a un trodóntido o a un dromeosáurido, o a una cría de terópodo. Sin embargo, los icnopaleontólogos no están seguros de que pertenezca realmente a un dinosaurio juvenil.